# Arpanet
Arpanet, eller Advanced Research Projects Agency Network, er det første fungerende pakkekoblingsnetværk (eng. Packet Switching), og det er udviklet fra begyndelsen af 1960'erne. Arpanet viste at pakkekoblingsparadigmet faktisk virkede og dannede på den baggrund grundlag for hvad vi kender som Internettet i dag. Før i tiden brugte man kredsløbsparadigmet, hvor der skulle etableres et lukket kredsløb fra afsender til modtager (som man kender det fra gamle telefonsystemer). Den direkte umiddelbare fordel ved pakkekoblingssparadigmet er, at systemerne kan bruges til flere disjunkte sessioner ad gangen.

## Baggrund
De tidligste ideer om datanetværk med formål at tillade generel kommunikation mellem forskellige computere, blev formuleret af J.C.R. Licklider fra firmaet BBN (Bolt, Beranek og Newman) allerede i august 1962. Disse ideer udkom i en serie af artikler der diskuterede konceptet "Galaktisk netværk". Ideerne indeholdt allerede dengang netop hvad Internettet er blevet til i dag. Den mest kendte er dog nok The Computer as a Communication Device.
I oktober 1962 blev J.C.R. Licklider ansat som chef for forskningsprojekterne Behavioral Sciences og Command and Control i Arpa (Advanced Research Projects Agency – en afdeling af det amerikanske forsvar). Der fik han overtalt Ivan Sutherland og Bob Taylor at hans netværksvision var et vigtigt koncept. Dog forlod han Arpa før han fik tid til at arbejde med sine ideer.
Arpa og Bob Taylor forblev dog interesseret i J.C.R. Lickliders visioner. Man kunne se nogle gode ideer i netop datanetværk. Ideen var at lade Arpa-sponsorerede forskere på forskellige lokaliteter i landet benytte Arpas centraliserede computere – således at udviklingen kunne komme til at gå en anelse hurtigere. På sit kontor havde Bob Taylor tre forskellige dataterminaler forbundet til tre forskellige Arpa-computere: 
- En til SDC Q-32 ved Santa Monica
- En til Project Genie ved University of California, Berkeley
- En til Multics ved MIT

Bob Taylor erindrer: 

For each of these three terminals, I had three different sets of user commands. So if I was talking online with someone at S.D.C. and I wanted to talk to someone I knew at Berkeley or M.I.T. about this, I had to get up from the S.D.C. terminal, go over and log into the other terminal and get in touch with them. I said, oh, man, it's obvious what to do: If you have these three terminals, there ought to be one terminal that goes anywhere you want to go where you have interactive computing. That idea is the ARPAnet.

Hermed var ideen om pakkekobling frem for kredsløbskobling i datanetværk grundlagt.

## Forsvarsministeriets rolle og motivationen for Arpanet
Det er et varmt emne blandt Internet-historikere hvilken motivation det amerikanske forsvarsministerium havde for sin medvirkning i udviklingen af Arpanet. Dog er det flere gange blevet afvist af forskellige af de tidlige pionerer  indenfor feltet at det skulle have været for at kunne modstå et atomvåbenangreb, men blot have et ønske om at kunne dele ressourcer på tværs af lokaliteter. Vint Cerf forklarer tillige i et interview fra 1997: 

There is a misunderstanding about the history of the Internet. When the Arpanet, was designed there was an interest in resource sharing. They wanted to connect computers at about 30 different universities around the country that studied computer science and Arpa was funding them. So it had nothing to do with atomic bombs and nuclear war or anything like that.. 

## Arpanet blev oprettet under den kolde krig
Arpanet var et netværk der mellem 1969-1977 blev oprettet mellem computere på USA´s universiteter. Ideen var den, at et atombombeangreb ikke kunne påvirke centraladministrationen. Blev et sted udslettet, fandt ”pakkerne” nye veje til modtageren. Det blev forløberen til internettet. 